# Martin Waldenström
Martin Immanuel Waldenström, född 1 maj 1881 i Gävle, Gävleborgs län, död 2 september 1962 i Vårdinge församling, Stockholms län, var en svensk advokat och företagsledare.
Waldenström avlade hovrättsexamen i Uppsala 1903 och arbetade på Nils Setterwall advokatbyrå i Stockholm 1903-1906. Han var delägare i advokatfirman Bendz & Waldenström i Malmö 1906-1911, innehavare av Martin Waldenström advokatbyrå i Malmö 1911-1917 och därefter advokat i Stockholm 1918-1921. Han var direktör i Skandinaviska banken AB 1921-1928, ledamot av dess styrelse från 1922, och ordförande från 1946. Han var vice verkställande direktör för Grängesbergsbolaget (TGO) och LKAB från 1928 och verkställande direktör där 1930-1950, ledamot av bådas styrelser från 1929 respektive 1930.
Han var vidare styrelseledamot i SAF 1930-1951 (hedersledamot 1951), i Sveriges industriförbund 1935-1951, Sveriges allmänna exportförening 1942-1951, ledamot av Näringslivets skattedelegation 1936-1955, sakkunnig i Lagberedningen angående aktiebolagslagen 1935-1941, och fullmäktig i Stockholms handelskammare 1931-1949.
Martin Waldenström var son till Svenska missionsförbundets grundare Paul Petter Waldenström och Mathilda Hallgren. Han var från 1907 gift med Hedvig Waldenström, född Lion. Martin Waldenström var far till Erland Waldenström och Lars Waldenström samt svärfar till Jan Waldenström i dennes första äktenskap.